# Томас, Ирма
Ирма Томас (англ. Irma Thomas), в девичестве Ирма Ли (англ. Irma Lee); род. 18 февраля 1941, Пончатула, Луизиана, США) — американская блюзовая и соул-певица, автор песен. Лауреат Грэмми в номинации «Лучший альбом современного блюза» (2007), номинант на Грэмми (1992, 1999, 2009). Лауреат Blues Music Awards в номинациях «Исполнительница соул-блюза» (1995, 1997, 2007, 2008, 2010, 2011, 2013, 2014), «Альбом соул-блюза» (2001, 2007, 2009), номинант Blues Music Awards в номинациях «Исполнительница соул-блюза» (1998—2003, 2006, 2009), «Артистка года» (1995), «Исполнительница современного блюза» (1989, 1991, 1999), «Альбом современного блюза» (1999), «Альбом года» (2007). Введена в Зал славы блюза (2009). Сингл певицы «Time Is on My Side» 1964 года введён в Зал славы рок-н-ролла (2020). Введена в Зал славы музыки Луизианы (2007). Носит неофициальный титул Королевы соул Нового Орлеана.

## Биография
Ирма Ли родилась в 1941 году в Пончатуле в семье Перси Ли, рабочего металлобработки и Вэйдер Ли, горничной. Выросла в Новом Орлеане, в подростковом возрасте пела в церковного хоре и госпел-квартете в баптистской церкви Home Mission. В 11 лет выиграла конкурс талантов в театре The Ritz Theater, в 13-летнем возрасте была прослушана компанией Specialty Records. К 19 годам она уже дважды побывала замужем и имела четырёх детей, сохранила фамилию второго мужа. Работала официанткой в Новом Орлеане. Во время выступления в ресторане группы Томми Риджли, попросила у него спеть вместе с его группой. После выступления Ирма Томас была уволена с должности официантки, но Риджли помог Ирме Томас получить контракт с местной компанией Ron Records. Её первый сингл «Don’t Mess with My Man» вышел в конце 1959 года и сразу попал в чарты, добравшись до 22 места в US Billboard R&B chart. Затем Ирма Томас перебралась на Minit Records, где она работала с композитором и продюсером Аланом Туссеном, выпустив в частности песни «It’s Raining» и «Ruler of My Heart». Кавер-версию «Ruler of My Heart» затем выпустил Отис Реддинг под названием «Pain in My Heart». В 1963 году Minit Records была поглощена Imperial Records и певица выпустила ряд хитов, в частности «Wish Someone Would Care», её самый большой успех, песня добралась до 17 места в Billboard Hot 100. Дебютный альбом певица выпустила в 1964 году. Второй её сингл, попавший в Billboard Hot 100 содержал песни «Anyone Who Knows What Love Is (Will Understand)», написанную молодым Рэнди Ньюманом и «Time Is on My Side», кавер которой записали потом The Rolling Stones. Все первые четыре сингла, записанные певицей на Imperial Records попали в Billboard Hot 100, в дальнейшем успех был скромнее. В 1967—1968 годах она записывалась на Chess Records, попав в R&B-чарт, а затем в 1970 году певица переехала в Калифорнию (причиной стал ураган Камилла, разрушивший многие заведения, где выступала певица), где в основном записывалась на небольших лейблах и работала в универмаге и продавцом автозапчастей. В это время она записалась также для мэйджор-лейбла Atlantic Records, но из 19 записанных песен вышел лишь один сингл. Позже она жаловалась, что ее продюсеры пытались заставить ее звучать как Дайана Росс. Только в это время она закончила среднее образование (впоследствии в 2000 году она закончила колледж). В 1977 году вышла замуж за своего менеджера Эмиля Джексона, вернулась в Луизиану и открыла клуб Lion's Den Club (разрушен ураганом Катрина в 2005 году). Записав на Maison de Soul два альбома, не получивших признания, певица перестала записываться, продолжая выступать со своей группой. 
В 1986 году Ирма Томас подписала контракт с Rounder Records, после чего её карьера с успехом возобновилась. После двух студийных альбомов, она создала собственную группу The Professionals и выпустила концертный альбом Live! Simply the Best, записанный в Сан-Франциско, который был номинирован на Грэмми, сама певица номинировалась в категории «Исполнительница современного блюза» на Blues Music Awards. В 1990-е она выпустила ещё несколько альбомов, чередуя госпел с более светской музыкой. В 1994 году отправилась в свои первые гастроли по Европе. В 1995 году была признана лучшей исполнительницей соул-блюза Blues Music Awards и затем получала это звание ещё семь раз. Альбом 1998 года Sing It!, записанный с  Маршей Болл и Трейси Нельсон был номинирован на Грэмми. 
В 2007 году была введена в Зал славы музыки Луизианы и стала лауреатом Грэмми за альбом After the Rain в номинации «Лучший альбом современного блюза». За время карьеры певица также неоднократно была лауреатом премий Offbeat Magazine, премии Big Easy, премии Family Services и премии Mo Jo Magazine Legends Award. В 2006 году она открыла Центр Ирмы Томас для женщин WISE (Женщины в поисках совершенства), и Ирма Томас регулярно работает волонтёром в этом центре. Как представитель программы WISE Women, она произносит мотивирующие речи и пропагандирует важность образования в обществе. 
Певица продолжает активно гастролировать и выступать на различных фестивалях по всему миру. 2 мая 2024 года она выступила на престижном New Orleans Jazz & Heritage Festival, спев дуэтом с Миком Джаггером песню «Time Is On My Side», которую The Rolling Stones в 1965 году записали и выпустили через месяц после выхода версии Ирмы Томас. Эта песня стала первой песней The Rolling Stones, попавшей в «горячую десятку» в США.    
Живёт в Новом Орлеане. Всего у певицы семеро детей.
По словам рок-критика 1960-х годов Дон Иден: «Для значительной части поклонников рока и соула она просто чудо — женщина с печально-сладким голосом падшего ангела, которая поднялась из нищеты, чтобы стать королевой соула Нового Орлеана». 
«Её чувство темпа и ритмическая изобретательность являются сутью соула. Она всегда может найти неожиданный способ фразировки против пульса ритм-секции, и чистое эмоциональное воздействие её техники делает ее истинным продуктом музыкального мира Нового Орлеана».

## Дискография

### Синглы
| Год  | A-side                                            | B-side                                        | Лейбл и номер по каталогу  | Чарты US                 |
| ---- | ------------------------------------------------- | --------------------------------------------- | -------------------------- | ------------------------ |
| 1959 | «Don’t Mess with My Man»                          | «Set Me Free»                                 | Ric Records 328            | # 22 — R&B               |
| 1959 | «A Good Man»                                      | «I May Be Wrong»                              | Ron Records 330            |                          |
| 1961 | «Girl Needs Boy»                                  | «Cry On»                                      | Minit Records 625          |                          |
| 1961 | «It's Too Soon to Know»                           | «That’s All I Ask»                            | Minit Records 633          |                          |
| 1962 | «Gone»                                            | «I Done Got Over It»                          | Minit Records 642          |                          |
| 1962 | «It's Raining»                                    | «I Did My Part»                               | Minit Records 653          |                          |
| 1962 | «Two Winters Long»                                | «Somebody Told Me»                            | Minit Records 660          |                          |
| 1963 | «Ruler of My Heart»                               | «Hittin' on Nothing»                          | Minit Records 666          |                          |
| 1963 | «For Goodness Sake»                               | «Whenever (Look Up)»                          | Bandy Records 368          |                          |
| 1963 | «Foolish Girl»                                    | «When I Met You»                              | Bumpa Records 711          |                          |
| 1964 | «Wish Someone Would Care»                         | «Breakaway»                                   | Imperial Records 66013     | # 17 — Billboard Hot 100 |
| 1964 | «Anyone Who Knows What Love Is (Will Understand)» | «Time Is on My Side»                          | Imperial Records 66041     | # 52 — Billboard Hot 100 |
| 1964 | «Times Have Changed»                              | «Moments to Remember»                         | Imperial Records 66069     | # 98 — Billboard Hot 100 |
| 1964 | «He’s My Guy»                                     | «(I Want A) True, True Love»                  | Imperial Records 66080     | # 63 — Billboard Hot 100 |
| 1965 | «Some Things You Never Get Used To»               | «You Don’t Miss a Good Thing»                 | Imperial Records 66095     |                          |
| 1965 | «I’m Gonna Cry Till My Tears Run Dry»             | «Nobody Wants to Hear Nobody’s Troubles»      | Imperial Records 66106     |                          |
| 1965 | «It’s Starting to Get to Me Now»                  | «Hurt’s All Gone»                             | Imperial Records 66120     |                          |
| 1965 | «Take a Look»                                     | «What Are You Trying to Do»                   | Imperial Records 66137     |                          |
| 1966 | «It’s a Man’s-Woman’s World (part 1)»             | «It’s a Man’s-Woman’s World (part 2)»         | Imperial Records 66178     |                          |
| 1967 | «Somewhere Crying»                                | «Cheater Man»                                 | Chess Records 2010         |                          |
| 1967 | «A Woman Will Do Wrong»                           | «I Gave You Everything»                       | Chess Records 2017         |                          |
| 1968 | «Good to Me»                                      | «We Got Something Good»                       | Chess Records 2036         | # 42 — R&B               |
| 1970 | «Save a Little Bit For Me»                        | «That’s How I Feel About You»                 | Canyon Records 21          |                          |
| 1971 | «I’d Do It All Over You»                          | «We Won’t Be in Your Way Anymore»             | Canyon Records 31          |                          |
| 1972 | «Full Time Woman»                                 | «She’s Taking My Part»                        | Cotillion Records 41444    |                          |
| 1973 | «She’ll Never Be Your Wife»                       | «You’re the Dog»                              | Fungus Records 15119       |                          |
| 1973 | «In Between Tears (part 1)»                       | «In Between Tears (part 2)»                   | Fungus Records 15141       |                          |
| 1974 | «Coming from Behind (part 1)»                     | «Coming from Behind (part 2)»                 | Fungus Records 15353       |                          |
| 1977 | «Don’t Blame Him»                                 | «Breakaway»                                   | Maison de Soul 1012        |                          |
| 1978 | «Hip Shakin' Mama»                                | «Hittin' on Nothin'»                          | Maison de Soul 1058        |                          |
| 1979 | «Safe With Me»                                    | «Zero Willpower»                              | RCS Records 1006           |                          |
| 1980 | «Take What You Find»                              | «I Can't Help Myself (Sugar Pie Honey Bunch)» | RCS Records 1008           |                          |
| 1980 | «A Woman Left Lonely»                             | «Dance Me Down Easy»                          | RCS Records 1010           |                          |
| 1981 | «Looking Back»                                    | «Don’t Stop»                                  | RCS Records 1013           |                          |
| 1988 | «Mardi Gras Mambo»                                | «I Believe Saints Go All the Way»             | Sound of New Orleans 10311 | [ 10 ]                   |
| 2013 | «For The Rest Of My Life»                         | «Forever Young»                               | Swamp Island               | [ 11 ]                   |

### Альбомы
| Год  | Название                                                | Лейбл                   | Примечания                                    |
| ---- | ------------------------------------------------------- | ----------------------- | --------------------------------------------- |
| 1964 | Wish Someone Would Care                                 | Imperial Records        |                                               |
| 1966 | Take a Look                                             | Imperial                |                                               |
| 1973 | In Between Tears                                        | Fungus                  |                                               |
| 1977 | Irma Thomas Live – New Orleans Jazz & Heritage Festival | Island Records          |                                               |
| 1978 | Soul Queen of New Orleans                               | Maison de Soul          |                                               |
| 1979 | Safe with Me                                            | RCS                     |                                               |
| 1981 | In Between Tears                                        | Charly Records          | перевыпуск                                    |
| 1981 | Hip Shakin' Mama                                        | Charly                  | перевыпуск                                    |
| 1984 | Down at Muscle Shoals                                   | Chess/P-Vine Records    | запись 1967/68 для Chess                      |
| 1986 | The New Rules                                           | Rounder Records         |                                               |
| 1988 | The Way I Feel                                          | Rounder                 |                                               |
| 1991 | Live: Simply the Best                                   | Rounder                 |                                               |
| 1992 | True Believer                                           | Rounder                 |                                               |
| 1993 | Walk Around Heaven: New Orleans Gospel Soul             | Rounder                 |                                               |
| 1993 | Turn My World Around                                    | Shanachie Records       |                                               |
| 1997 | The Story of My Life                                    | Rounder                 |                                               |
| 1998 | Sing It!                                                | Rounder                 | с Маршей Болл & Трейси Нельсон                |
| 2000 | My Heart's in Memphis: The Songs of Dan Penn            | Rounder                 |                                               |
| 2006 | After the Rain                                          | Rounder                 |                                               |
| 2008 | Simply Grand                                            | Rounder /Decca          |                                               |
| 2014 | Full Time Woman – The Lost Cotillion Album              | RGM/Rhino Entertainment | запись 1971/72 для Atlantic Records/Cotillion |